# Inspector Clouseau
El inspector Jacques Clouseau (más tarde ascendido a Inspector Jefe) es un personaje de ficción de la serie de películas La Pantera Rosa, dirigida por Blake Edwards. En la mayoría de ellas es interpretado por Peter Sellers, y también por Alan Arkin en Inspector Clouseau, el rey del peligro (1968) y Roger Moore (acreditado como Turk Thrust II) en La maldición de la Pantera Rosa (1982). En la nueva versión de 2006 y su secuela de 2009 es interpretado por Steve Martin.
El personaje fue también la inspiración de El Inspector, el protagonista de una serie de cortos animados de los años 60 inspirada en las películas. Aunque a este personaje nunca se le dio un nombre, está claramente basado en Clouseau.

## El personaje

### Información general
Clouseau es un torpe e incompetente inspector francés de la Sûreté, cuyas investigaciones siempre están marcadas por el caos, la destrucción y los accidentes causados en gran medida por él mismo. Sus despistes y su extrema torpeza casi siempre provocan daños personales o materiales. En la película La Pantera Rosa ataca de nuevo (1976), mientras interroga a un grupo de testigos, se cae por unas escaleras, se atrapa la mano en el guantelete de una armadura medieval y en un florero, golpea a un testigo dejándolo sin sentido y sin voz, destruye un piano de gran valor y dispara a un oficial de Scotland Yard en el trasero. A pesar de su poca inteligencia y su falta de talento y de habilidad, Clouseau siempre consigue resolver sus casos y encontrar a los culpables casi completamente por casualidad. 
Clouseau es ascendido a inspector jefe a lo largo de la saga y es considerado en otros países como el mejor detective de Francia, hasta que lo conocen directamente. Su incompetencia, sumada a su increíble suerte, a sus ocasionales aciertos en la interpretación de la situación y a su extraordinaria habilidad para escapar de situaciones peligrosas, consigue frustrar a su superior directo, el exinspector jefe Charles Dreyfus, hasta hacerlo enloquecer y convertirse en un psicópata homicida.
Aunque Clouseau suele ignorar su propia ineptitud y cree sinceramente poseer una pericia e inteligencia superiores, en ocasiones parece reconocer sus limitaciones. En sus misiones, Clouseau también insiste en usar disfraces y alias ridículamente elaborados, que van desde lo mundano (un reparador de una compañía telefónica) hasta lo ridículamente absurdo (un jorobado con dientes de conejo y una nariz enorme); pero incluso con estos disfraces absurdos no puede ocultar su característica incompetencia. La versión del personaje interpretada por Steve Martin, a pesar de ser excéntrico, arrogante y con tendencia a los accidentes, es mucho más competente e inteligente que en las películas originales, siendo capaz de deducir al final quién es el criminal causante de los delitos cometidos. 
Clouseau es un patriota francés, y en posteriores películas se revela que luchó en la Resistencia francesa durante la Segunda Guerra Mundial. Los travestis lo desconciertan y se refiere a ellos como «Señor o señora». También es propenso al enamoramiento (a menudo correspondido) desde la película original, en la que su esposa es secretamente la amante y cómplice de su antagonista.
El acento francés de Clouseau se fue haciendo más marcado y exagerado en las películas sucesivas, y un gag recurrente es que incluso los personajes franceses tienen dificultades para entender lo que está diciendo. En sus apariciones más tempranas, Clouseau era, solo ligeramente, menos inepto y cómico; aunque ya en su primera aparición se considera un violinista virtuoso, pero desafina al tocar, y ya se muestra torpe en los momentos de mayor seriedad. Sellers consideraba que el descomunal ego de Clouseau hacía que su torpeza fuera aún más divertida, particularmente en sus continuos intentos de permanecer digno, elegante y refinado mientras causaba el caos allá por donde iba.

### Películas

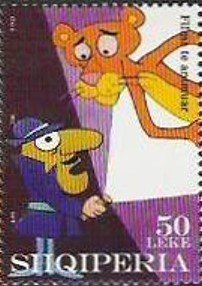
El Inspector en su versión animada, junto a la Pantera Rosa.

En la mayoría de las películas, el personaje fue interpretado por Peter Sellers. En vida de Sellers solo fue interpretado por otro actor en una ocasión: Alan Arkin, en la película Inspector Clouseau, el rey del peligro (1968), pero ni esta ni las que se filmaron tras su muerte tuvieron el mismo éxito, por lo que el papel esta íntimamente ligado al actor.

#### La Pantera Rosa(1963)
Jacques Clouseau hace su primera aparición en la película La Pantera Rosa (1963). El protagonista de esta película es David Niven, que interpreta a Sir Charles Lytton, alias «El Fantasma», un misterioso ladrón de joyas que planea robar el diamante conocido como La Pantera Rosa, propiedad de una joven princesa (Claudia Cardinale). El inspector Clouseau solo tiene un papel secundario como el incompetente antagonista de Lytton, y proporciona el elemento cómico de la película. Sin embargo, tras el estreno de la película, al público le gustó mucho más el personaje de Clouseau, por lo que las siguientes películas pasaron a estar protagonizadas por él. A diferencia de las siguientes películas, Clouseau está casado. Su esposa, Simone (Capucine), sin saberlo Clouseau, es la amante y cómplice de Sir Charles, y se marcha con él al final de la película tras incriminar a Clouseau por el robo de la Pantera Rosa.

#### A Shot in the Dark(1964)
A Shot in the Dark (conocida como El nuevo caso del inspector Clouseau en España y Un disparo en las sombras o Un disparo en la oscuridad en Hispanoamérica), está basada en una obra de teatro en la que originalmente no aparecía el personaje de Clouseau. En esta película, Sellers empezó a utilizar el exagerado acento francés que se convertiría en un rasgo característico del personaje. También hacen su primera aparición dos personajes que se convertirían en recurrentes: el comisario Charles Dreyfus (Herbert Lom), jefe de Clouseau, que frecuentemente acaba enloqueciendo por las meteduras de pata del inspector; y su sufrido sirviente, Cato Fong (Burt Kwouk), que es instruido por Clouseau para atacarle cuando menos lo espere para mantener sus reflejos en forma. 

#### El rey del peligro(1968)
Cuando el personaje reapareció en la película Inspector Clouseau, el rey del peligro (1968), fue interpretado por el actor estadounidense Alan Arkin. Ni Sellers ni Edwards participaron en esta película; en aquella época, ambos estaban trabajando en The Party, durante cuyo rodaje hubo una relación muy tensa entre ellos y tras el cual decidieron no trabajar juntos durante varios años. Los títulos de créditos de la película, animados por DePatie-Freleng Enterprises, incluyen al personaje de El Inspector, de la serie de cortometrajes animados del mismo nombre.

#### El regreso de la Pantera Rosa(1975)
La película de 1968 pareció haber tenido un fuerte impacto en el personaje de Clouseau, particularmente en su modo de vestir. Según los comentarios del DVD de El regreso de la Pantera Rosa, Sellers y Edwards planearon originalmente producir una serie de televisión protagonizada por Clouseau, pero finalmente se hizo esta película en su lugar. Los créditos iniciales fueron animados por Richard Williams, y la película presenta a Clouseau de nuevo tratando de recuperar el diamante La Pantera Rosa cuando es robado por «El Fantasma». David Niven no estaba disponible para repetir el papel de Sir Charles Lytton, por lo que fue reemplazado por Christopher Plummer, y Catherine Schell interpreta a su esposa, Lady Lytton. La película fue un éxito financiero y llevó a Edwards a desarrollar rápidamente una secuela.

#### La Pantera Rosa ataca de nuevo(1976)
La Pantera Rosa ataca de nuevo continúa la historia partiendo del final de El regreso de la Pantera Rosa, con Dreyfus convertido en un demente que crea un sindicato criminal y construye una máquina destructora para chantajear al mundo con el fin de matar a Clouseau. Al igual que la anterior, fue un éxito de taquilla. Varias escenas de archivo de esta película fueron utilizadas para incluir a Sellers en Tras la pista de la Pantera Rosa (1982). Los créditos iniciales fueron animados de nuevo por Richard Williams.

#### La venganza de la Pantera Rosa(1978)
Tras el éxito de La Pantera Rosa ataca de nuevo, Sellers y Edwards volvieron a reunirse para su última película, La venganza de la Pantera Rosa, que ignora la muerte de Dreyfus al final de la anterior película y presenta a Clouseau investigando una conspiración para asesinarle, organizada por un empresario que es también un líder de la conexión francesa. La película fue nuevamente un éxito, lo que hizo que se planearan más películas tras la muerte de Sellers en julio de 1980. Varias biografías del actor, como Peter Sellers: A Celebration, revelan que estaba trabajando en la preproducción de una nueva película de Clouseau, El romance de la Pantera Rosa, poco antes de su muerte.

#### Tras la pista de la Pantera Rosa(1982)
Blake Edwards trató de continuar con las aventuras de Clouseau a pesar de la muerte del actor que lo interpretaba. La película Tras la pista de la Pantera Rosa utilizó escenas de archivo y descartadas de las películas anteriores para incluir a Clouseau en una nueva historia en la que una reportera (interpretada por Joanna Lumley) investiga la misteriosa desaparición de Clouseau. En su investigación entrevista a personajes de las películas anteriores (como el matrimonio Lytton, interpretado de nuevo por David Niven y Capucine) y conoce al padre de Clouseau, tan inepto como su hijo, interpretado por Richard Mulligan.

#### La maldición de la Pantera Rosa(1983)
La secuela inmediatamente posterior a Tras la pista de la Pantera Rosa, La maldición de la Pantera Rosa, revela que Clouseau se sometió a cirugía plástica para cambiar su apariencia y el personaje aparece brevemente en un cameo interpretado por Roger Moore (acreditado como «Turk Thrust II»). David Niven y Capucine vuelven a interpretar a los Lytton, esta vez acompañados por su sobrino George Lytton, interpretado de nuevo por Robert Wagner, que retoma su personaje de la película original. Ni esta película ni la anterior tuvieron éxito, por lo que la saga quedó en suspenso durante una década debido a un litigio entre Edwards y MGM.

#### El hijo de la Pantera Rosa(1993)
A pesar del fracaso de La maldición de la Pantera Rosa, Edwards trató de resucitar la saga una década después con El hijo de la Pantera Rosa, en la que se revela que Clouseau tuvo un hijo ilegítimo con Maria Gambrelli (interpretada por Elke Sommer en A Shot in the Dark y en esta película por Claudia Cardinale, quien interpretó a la princesa Dala en la primera película). El hijo de Clouseau, Jacques Jr., fue interpretado por Roberto Benigni y tiene una hermana melliza, Jacqueline, interpretada por Nicoletta Braschi (esposa de Benigni en la vida real). Jacques Jr. trata de seguir los pasos de su padre en el trabajo policial, pero parece haber heredado su incompetencia e ineptitud. Herbert Lom y Burt Kwouk hacen su última aparición como Dreyfus y Cato en esta película.

#### La Pantera Rosa(2006)
La interpretación de Clouseau por Steve Martin en la película de 2006 es considerado un reinicio del personaje y de la saga. La película da un origen a su condición de inspector, presentándolo como un inepto gendarme que es ascendido por el inspector jefe Dreyfus (Kevin Kline) para que sea la cara visible en la investigación de un mediático caso de asesinato, de modo que Dreyfus pueda desarrollar su propia investigación de forma encubierta. Sin embargo, la película se plantea con una continuidad diferente: el Clouseau de Martin es considerablemente mayor que el de Sellers, y a pesar de su torpeza, el Clouseau de Martin parece más inteligente y competente que la versión de Sellers, ya que consigue encontrar el diamante La Pantera Rosa y resolver el caso por sí mismo gracias a su conocimiento de datos ocultos y del idioma chino. Un gag recurrente en esta película y en la siguiente es que Clouseau ataca aleatoriamente a su compañero, Gilbert Ponton (Jean Reno), y este contrarresta sus ataques cada vez. Esto es un reflejo del chiste recurrente en las películas originales, donde el compañero original de Clouseau, Cato Fong, le atacaba por sorpresa para mantener sus habilidades en forma.

#### La Pantera Rosa 2(2009)
Cuando una serie de valiosos objetos históricos son robados por un misterioso ladrón conocido como El Tornado, Clouseau es enviado a unirse a un «Dream Team» de investigadores internacionales para recuperar los objetos, entre los que se encuentra la Pantera Rosa. A pesar de mostrarse torpe e incompetente como de costumbre, Clouseau vuelve a demostrar una astucia sorprendente mediante sus métodos poco convencionales. Por ejemplo, reemplaza la Pantera Rosa con una falsificación idéntica, argumentando que si El Tornado fuera el culpable, habría sabido que la joya era falsa. La película acaba con la boda de Clouseau con Nicole (Emily Mortimer), la secretaria de Dreyfus (interpretado en esta película por John Cleese).

#### Nuevoreboot
Para abril de 2023, se anunció que después de adquirir MGM, Amazon Prime está desarrollando nuevas incorporaciones a la franquicia en forma de películas y series de televisión a través de su subsidiaria Amazon Studios y luego se anunció que Eddie Murphy interpretará el papel de Clouseau.

## Filmografía e intérpretes

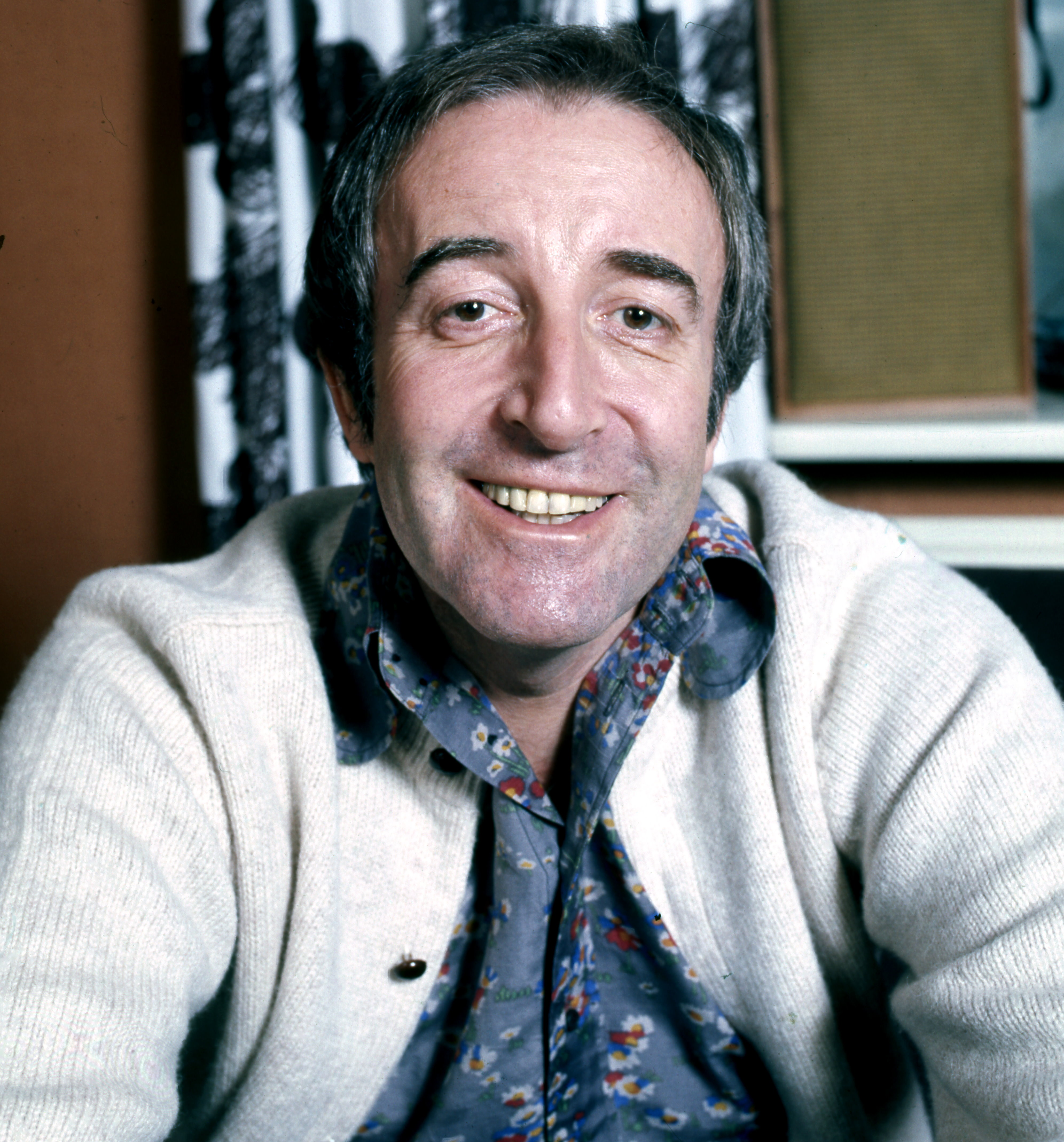
El actor Peter Sellers interpretó al inspector Clouseau en cinco películas entre 1963 y 1978.

### Peter Sellers
- La Pantera Rosa (1963)
- A Shot in the Dark (1964)
- El regreso de la Pantera Rosa (1975)
- La Pantera Rosa ataca de nuevo (1976)
- La venganza de la Pantera Rosa (1978)
- Tras la pista de la Pantera Rosa (1982), en imágenes de archivo descartadas de las películas anteriores.

### Alan Arkin
- El rey del peligro (1968), tercera película en orden cronológico.

### Roger Moore
- La maldición de la Pantera Rosa (1983), cameo.

### Steve Martin
- La Pantera Rosa (2006)
- La Pantera Rosa 2 (2009)

### Eddie Murphy
- Futura película sin título (TBA)

### Otras películas
- El romance de la Pantera Rosa – solo llegaron a escribirse dos borradores de guion, y el proyecto quedó abandonado tras la muerte de Sellers.
- El hijo de la Pantera Rosa (1993), centrada en el hijo de Clouseau.